# Dany Sigel
Dany Sigel (* 25. September 1939 in Mödling, Niederösterreich) ist eine österreichische Schauspielerin und Musicaldarstellerin.

## Leben
Nach der Absolvierung des Wiener Max Reinhardt Seminars folgten Engagements in Basel, Zürich und Helsinki. Im Jahr 1961 debütierte sie am Theater in der Josefstadt, wo sie unter anderem an der Seite von Ernst Waldbrunn und Fritz Muliar spielte. Sie wirkte etwa in den Streifen Das Dreimäderlhaus und Der Priester und das Mädchen mit sowie in zahlreichen Filmen mit Peter Alexander und Peter Kraus. In Sie nannten ihn Krambambuli spielte sie unter der Regie von Franz Antel.
Im Jahr 1965 stand sie erstmals in einem Musical auf der Bühne des Theaters an der Wien. Dort war sie bis 1984 meist in der weiblichen Hauptrolle, wie in My Fair Lady und Das Glas Wasser, zu sehen. Daneben unternahm sie immer wieder Tourneen durch Deutschland, unter anderem mit Walter Giller, Alexander Kerst und Fritz Muliar, und trat bei den Festspielen in Salzburg, Carnuntum, Stockerau, Berndorf und Recklinghausen auf.
Bis 1988 spielte Sigel auch immer wieder an der Josefstadt, danach war sie in Wien auch in der „Freie Bühne Wieden“ und in der „Kleinen Komödie“ zu sehen, wo sie als Partnerin Gunther Philipps in Wer mit wem (1993), Sein bester Freund (1995) und Da wird Daddy staunen (1998) auf der Bühne stand. Auch im Film hat sie mit Philipp zusammengearbeitet, so 1962 in Mariandls Heimkehr und 1968 in Otto ist auf Frauen scharf. Derzeit (2016) spielt sie in Wien im „Theater am Kai“ mit Ulli Fessl und anderen Schauspielern in der Krimikomödie von Dennis Woodford Ballettratten (A Chorus of Murder).
Nebenbei spielte sie an den Städtischen Bühnen Freiburg und bei den Festspielen in Altenburg. Im Rabenhof Theater spielte sie unter anderem in der Bühnenadaptation von Kottan ermittelt als „alte Böheim“. Sehr bekannt wurde Dany Sigel durch ihre Mitwirkung in populären Fernsehserien wie Wenn der Vater mit dem Sohne, Hallo – Hotel Sacher … Portier!, Calafati Joe oder in jüngerer Zeit in Der Arzt vom Wörthersee sowie als Mitglied der Familie Merian.
Sie spielte 1979 in der Serie Derrick (Folge 63: Die Versuchung) mit.
In den 1980er Jahren wurde sie als langjähriges Gesicht der TV-Werbung für die Kaffeemarke Eduscho landesweit bekannt.
Dany Sigel war mit dem Schauspieler C. W. Fernbach verheiratet.

## Filmografie

### Kino
- 1958: Das Dreimäderlhaus
- 1961: Die Abenteuer des Grafen Bobby (Flugbegleiterin)
- 1962: Mariandls Heimkehr
- 1964: Schwejks Flegeljahre
- 1968: Otto ist auf Frauen scharf
- 1971: Wenn mein Schätzchen auf die Pauke haut
- 1972: Sie nannten ihn Krambambuli
- 2023: Operation White Christmas

### Fernsehen (Auswahl)
- 1962: Die große Szene (Fernsehfilm)
- 1963: Charleys Tante (Fernsehfilm)
- 1964: Nicht verzagen – Stangl fragen (Fernsehserie, sechs Folgen)
- 1965: Die letzten Tage der Menschheit (Fernsehfilm)
- 1966: Pater Brown, eine Folge (Der Fehler in der Maschine)
- 1968: Donaug’schichten (Fernsehserie, eine Folge)
- 1968: Bei Kerzenlicht (Fernsehfilm)
- 1968: Der keusche Lebemann (Fernsehfilm)
- 1969: Prinzessin Turandot (Fernsehfilm)
- 1970: Passion eines Politikers (Fernsehfilm)
- 1970–1971: G’schichten aus Wien (Fernsehserie, zwei Folgen)
- 1971: Servus Zürich – Grüezi Wien (Fernsehfilm)
- 1971: Der junge Baron Neuhaus (Fernsehfilm)
- 1971: Wenn der Vater mit dem Sohne (Fernsehserie, neun Folgen)
- 1972: Das bin ich – Wiener Schicksale aus den 30er Jahren: Österreich zwischen Demokratie und Diktatur (Fernsehfilm)
- 1972: Die Abenteuer des braven Soldaten Schwejk (Fernsehserie, eine Folge)
- 1972: Das Hohelied (Fernsehfilm)
- 1973: Wenn ihr wollt, ist es kein Märchen (Fernsehfilm)
- 1973–1974: Hallo – Hotel Sacher … Portier! (Fernsehserie, drei Folgen)
- 1974: Arsène Lupin (Fernsehserie, eine Folge)
- 1979: Ein Bett voller Gäste (Fernsehfilm)
- 1979: Tatort – Mord im Grand-Hotel (Fernsehreihe)
- 1979: Derrick (Fernsehserie, eine Folge)
- 1980: Familie Merian (Fernsehserie)
- 1989: Der Kronprinz (Fernsehfilm)
- 1992: Vier Frauen sind einfach zuviel (Fernsehfilm)
- 1993: Tom Turbo (Fernsehserie, eine Folge)
- 1999: Kaisermühlen Blues (Fernsehserie, eine Folge)
- 1999: Schloss Orth (Fernsehserie, eine Folge)
- 1999: Kommissar Rex (Fernsehserie, eine Folge)
- 2000: Julia – Eine ungewöhnliche Frau (Fernsehserie, eine Folge)
- 2005: Ausgerechnet Weihnachten (Fernsehfilm)
- 2007: Wir sind Kaiser (Fernsehserie, eine Folge)
- 2008: Der Arzt vom Wörthersee (Fernsehserie, zwei Folgen)
- 2009: Kottan ermittelt – Rabengasse 3a (Fernsehfilm)
- 2010: Spuren des Bösen (Fernsehfilm)
- 2011: Glücksbringer (Fernsehfilm)
- 2013: CopStories (Fernsehserie, eine Folge)
- 2014: SOKO Kitzbühel (Fernsehserie, eine Folge)
- 2014: Die Detektive (Fernsehserie, eine Folge)
- 2015: Beautiful Girl
- 2022: SOKO Donau/SOKO Wien – Ausgetrickst (Fernsehserie)